# 蕭菊貞
蕭菊貞（1972年4月14日—），臺灣紀錄片導演與記者，高雄縣出身。1999年及2000年連續兩屆得到金馬獎最佳紀錄片獎。現為國立清華大學通識教育中心與人文社會學院教授。

## 經歷
蕭菊貞1994年畢業於國立清華大學經濟系，在校期間曾擔任校內刊物「雙週刊」主編，大四選修了李道明老師開授的「錄影帶製作」課，與班上同學完成紀錄片《博盛，這孩子》，這部紀錄片也為蕭菊貞贏得第一座金穗獎肯定。
畢業後蕭菊貞進入《新新聞週刊》擔任一年半的專職記者，曾以《陽光愛情》、《火鶴》等一系列記錄身心障礙朋友的紀錄片獲得三屆金穗獎肯定，並以《紅葉傳奇》和《銀簪子》連續奪得兩屆金馬獎最佳紀錄片、台北電影獎、紀錄片雙年展台灣獎，並相繼入圍全球各個影展，如阿姆斯特丹紀錄片影展、山形影展、釜山影展、新加坡影展等。她長年關注台灣議題，期待以紀錄片進行台灣文化書寫，在台灣電影史和電影人的故事，拍攝有《白鴿計劃-台灣新電影20年》以及《我們這樣電影》，近年還完成了池上農民紀錄片《稻浪上的夢想家》，台灣第一部鐵道人的紀錄片《南方,寂寞鐵道》（入圍韓國釜山影展國際競賽）。
除了紀錄片創作之外，蕭菊貞對當代台灣電影環境亦有相當投入，曾在《中國時報》長期以專欄撰述台灣電影相關議題、人物。她於1999年與鴻鴻、魏德聖、鄭文堂等導演一同創辦「純16影展」，首度將國內創作短片、紀錄片帶進電影院。後續並經常參與規劃台北電影節、圓缺影展等國內重要電影活動。近年除了在國立清華大學教授「電影美學概論」、「紀錄片創作」、「台灣電影賞析」等相關課程外。也常擔任台灣重要影展(金馬獎、台北電影獎、金鐘獎、台灣國際紀錄片影展評審… 等)評審工作及相關文化補助之評審。
2004年獲得輔仁大學優異傳播工作者「思恆獎」肯定。
蕭菊貞曾擔任大愛電視戲劇部經理，監製戲劇作品多次獲得金鐘獎及亞洲電視獎入圍肯定。2011年獲得國立清華大學傑出校友獎。。
2016年，任教於國立清華大學通識中心、人文社會學院。
2018年，獲清華大學校傑出教學獎。擔任清大圖書館副館長。
2021年，再次榮獲清華大學校傑出教學獎、清華學院傑出教學獎、通識中心傑出教學獎。擔任清大圖書館館長。
2021年、2022年，擔任金鐘獎人文紀實與自然紀實節目評審組召集人。

## 影片作品
- 1994年：《博盛，這孩子》，金穗獎紀錄片優等，金帶獎評審團獎[2]
- 1996年： 《端午》、《陽光愛情》獲1997年金穗獎最佳紀錄片
- 1997年： 《火鶴》獲1998年金穗獎紀錄片優等
- 1998年： 《不可信之事實》1998年參與女性影展放映之實驗劇情片
- 1998年： 《血染的青春─五零年代白色恐怖》入圍台灣國際紀錄片雙年展、新加坡影展、義大利Infinity影展。
- 1998年：《角色─一群南台灣女性走入社區的故事》
- 1999年：《紅葉傳奇》獲金馬獎最佳紀錄片、台北電影獎最佳紀錄片。入圍日本山形紀錄片影展、釜山影展、阿姆斯特丹紀錄片影展
- 1999年： 創辦<純16影展>
- 2000年：《銀簪子》獲台灣國際紀錄片雙年展台灣獎、金馬獎最佳紀錄片、入圍阿姆斯特丹紀錄片影展國際競賽、瑞士尼恩國際影展、日本山形紀錄片影展、亞太影展、釜山影展。
- 2002年：《白鴿計畫─台灣新電影20年回顧》─金馬影展閉幕片、香港電影節、新加坡影展觀摩
- 2002～2006年：清華大學授課「電影美學概論」、「紀錄片創作」、「台灣電影賞析」
- 2002年：《渡─證嚴法師的慈悲喜捨》證嚴法師獲總統文化獎紀錄片
- 2002年：《愛的狂想曲》與鴻鴻、吳靜怡合導三段式紀錄片
- 2003年：《博盛的二年八班》─公共電視台 《記錄觀點》
- 2004年：導演《心靈好手》─大愛劇場，敘述口足畫家謝坤山的故事。
- 2004年：獲頒資深傳播工作者< 思恆獎 >
- 2005年：金馬獎評審
- 2007年：監製大愛劇場《春暖花蓮》、《幸福時光》
- 2008年：擔任大愛電視戲劇部經理；擔任台北電影獎評審製作《再見．楊德昌》紀念影片
- 2009年：在災區同時紀錄並拍攝八八風災戲劇《曙光》、《愛的足跡》、《螢火蟲之歌》
- 2010年：監製電視電影《逆子》、《破浪而出》獲得多項金鐘獎、亞洲電視獎入圍肯定。並與法務部、教育部等共同推動「無毒有我」反毒活動，全台灣一千多場特映
- 2011年：監製戲劇作品入圍11項金鐘獎
- 2015年：紀錄片《FaceTaiwan-我們這樣拍電影》，釜山影展、金馬影展參展作品
- 2015年：擔任亞洲電視獎戲劇類評審
- 2016年：紀錄片《我們這樣拍電影》完整版於國家地理頻道播出。
- 2016年：府中15電影館「台灣電影特展」策展人
- 2019年紀錄片：《南方,寂寞鐵道（舊名：南迴鐵道員）》獲國家文藝基金會專案補助[3]
- 2021年紀錄片：《矽島傳奇》獲華人紀錄片提案大會CCDF最具國際潛力獎
- 2022年紀錄片：《稻浪上的夢想家》以巡迴方式放映[4][5]
- 2022年紀錄片：《南方寂寞鐵道/On The Train》入圍釜山國際影展紀錄片競賽單元[6][7]

## 文字作品

### 出版書籍
- 初版. 臺北市: 時報出版. 2001-09-14. ISBN 9789571334783 （中文）.
- 初版. 臺北市: 時報出版. 2002-06-10. ISBN 9789571336817 （中文）.
- 初版. 臺北市: 大塊文化. 2014-06-25. ISBN 9789862135365 （中文）.
- 初版. 臺北市: 大塊文化. 2016-09-27. ISBN 9789862137406 （中文）.
- 初版. 臺北市: 大塊文化. 2017-09-29. ISBN 9789862138335 （中文）.
- 初版. 臺北市: 大塊文化. 2023-06-02. ISBN 9786267206669 （中文）.

### 專欄作品
- 中國時報娛樂週報《蕭記印象館》
- 中國時報人間副刊《台灣插電》
- 台灣日報副刊《非台北觀點》
- 中國時報人間副刊《三少四壯集》

## 外部連結
- 紀錄片公園：蕭菊貞
- 台灣電影筆記：蕭菊貞
- 編織紫色記憶：向清華女性致敬：人物訪談：蕭菊貞 （页面存档备份，存于）